# العملاق الحديدي
العملاق الحديدى (بالإنجليزية: The Iron Giant) هو فيلم رسوم متحركة خيالي علمي من 1999 للمخرج براد بيرد، الذي كتب أيضًا السيناريو مع تيم ماكانليز. بدأ الفيلم في 16 ديسمبر 1999 في دور السينما الألمانية.

## القصة
لال الحرب الباردة، بعد وقت قصير من إطلاق الاتحاد السوفيتي «سبوتنيك 1» في أكتوبر 1957، تحطم جسم من الفضاء في المحيط قبالة ساحل مين ثم يدخل الغابة بالقرب من بلدة روكويل. في الليلة التالية، قام هوغارث هيوز البالغ من العمر تسع سنوات بالتحقيق والعثور على الشيء، وهو كائن فضائي يبلغ طوله 50 قدمًا إنسان آلي يحاول أكل خطوط نقل محطة كهربائية فرعية. يصادق هوغارث في النهاية العملاق، ويجده سهل الانقياد وفضولي. عندما يأكل السكك الحديدية في مسار قطار قادم، يصطدم القطار به ويخرج عن مساره؛ يقود هوغارث العملاق بعيدًا عن المنطقة، ليكتشف أنه يستطيع إصلاح نفسه. وأثناء وجوده هناك، يعرض هوغارث الكتب المصورة العملاقة التي تروي مغامرات سوبرمان.
أدت الحوادث إلى كره الأجانب عميل للحكومة الأمريكية يدعى كينت مانسلي إلى روكويل. يشتبه في تورط هوغارث بعد التحدث معه ومع والدته الأرملة آني (كان والد هوغارث طيارًا في سلاح الجو الأمريكي مات أثناء الحرب الكورية)، واستأجر غرفة في منزلهما لمراقبتة. هوغارث يهرب من مانسلي ويقود العملاق إلى ساحة خردة يملكها الفنان دين ماكوبين، الذي يوافق على مضض على الاحتفاظ به. يستمتع هوغارث بوقته مع العملاق، لكنه مضطر لشرح «الموت» للعملاق بعد أن شاهد الصيادين يقتلون الغزلان.
في تلك الليلة، استجوب مانسلي هوغارث عندما اكتشف دليلًا على العملاق بعد العثور على صورة له بجوار هوغارث وأحضار وحدة من الجيش الأمريكي بقيادة الجنرال شانون روجارد إلى ساحة الخردة لإثبات وجود العملاق، لكن دين (بعد أن تم تحذيره) بواسطة Hogarth سابقًا) يخدعهم بالتظاهر بأن العملاق هو أحد قطعه الفنية. منزعجًا من الإنذار الكاذب الواضح، يستعد روجارد للمغادرة مع قواته بعد توبيخ مانسلي على تصرفاته الغريبة. يواصل Hogarth بعد ذلك الاستمتاع مع Giant من خلال اللعب بمسدس لعبة، لكنه ينشط نظام Giant الدفاعي عن غير قصد، ويصرخ دين عليه لأنه كاد يقتل Hogarth ، ويهرب العملاق الحزين مع Hogarth مطاردة. يدرك دين بسرعة أن العملاق كان يتصرف فقط للدفاع عن النفس ويلحق بهوجارث بينما يتابعون العملاق.
ينقذ العملاق طفلين يسقطان من سطح عندما يصل، ويكسب سكان البلدة. اكتشف مانسلي العملاق في المدينة أثناء مغادرته روكويل، وأوقف الجيش، وأرسلهم لمهاجمة العملاق بعد أن التقط هوغارث، مما أجبر الاثنين على الفرار معًا. في البداية يتهربون من الجيش باستخدام نظام طيران العملاق، لكن العملاق يُسقط بعد ذلك ويتحطم على الأرض. تم إقصاء هوغارث فاقدًا للوعي، لكن العملاق، معتقدًا أن هوغارث قد مات، استسلم تمامًا لنظامه الدفاعي في نوبة من الغضب والحزن ويهاجم الجيش رداً على ذلك، ويتحول إلى آلة حرب ويعود إلى روكويل. يقنع مانسلي روجارد بالتحضير لإطلاق صاروخ نووي من غواصة يو أس أس نوتيلوس، حيث ثبت أن الأسلحة التقليدية غير فعالة. يستيقظ هوغارث ويعود في الوقت المناسب لتهدئة العملاق بينما يوضح دين الموقف لروجارد. الجنرال جاهز للتراجع عندما يأمر مانسلي باندفاع بإطلاق الصاروخ، مما يتسبب في توجيه الصاروخ نحو روكويل، حيث سيدمر المدينة وسكانها عند الاصطدام. يحاول مانسلي الهروب، لكن العملاق أوقفه، وقام روجارد باعتقاله بسبب أفعاله. من أجل إنقاذ المدينة، يودع العملاق هوغارث ويطير لاعتراض الصاروخ. بينما يحلق مباشرة في مسار الصاروخ، يتذكر العملاق كلمات هوغارث «أنت من تختار أن تكون»، ويبتسم برضا ويقول «سوبرمان» وهو يصطدم بالسلاح. ينفجر الصاروخ في الغلاف الجوي، مما ينقذ روكويل وسكانه والقوات العسكرية القريبة، ولكن على ما يبدو على حساب العملاق نفسه، تاركًا هوغارث مدمرًا.
بعد أشهر، نصب تذكاري للعملاق يقف في روكويل. يبدأ دين وآني علاقة. تم إعطاء Hogarth عبوة من Rogard ، تحتوي على برغي من العملاق وهو البقايا الوحيدة التي تم العثور عليها. في تلك الليلة، وجد هوغارث أن المسمار يحاول التحرك من تلقاء نفسه، وتذكر قدرة العملاق على الإصلاح الذاتي، ويسعد بسعادة أن يغادر المسمار. ينضم المسمار إلى العديد من الأجزاء الأخرى حيث يلتقيان على رأس العملاق على النهر الجليدي لانجوكول في أيسلندا، ويبتسم العملاق وهو يبدأ في إعادة تجميع نفسه.

## طاقم التمثيل
- ايلي مارينثال بدور هوغارث هيوز

صبي يبلغ من العمر 9 سنوات ذكي وحيوي وفضولي يتمتع بخيال نشط. تم تصوير عروض مارينثال بالفيديو وتقديمها إلى رسامي الرسوم المتحركة للعمل معها، مما ساعد على تطوير التعبيرات والتمثيل للشخصية.
- جينيفر أنيستون بدور آني هيوز.

والدة هوغارث، أرملة طيار عسكري، ونادلة.
- هاري كونيك الابن. بدور دين ماكوبين
- فين ديزل بدور العملاق الحديدى.

روبوت بطول 50 قدمًا يأكل المعادن. أصل غير معروف وتم إنشاؤه لغرض غير معروف، يتفاعل العملاق لا إراديًا بشكل دفاعي إذا أدرك أي شيء كسلاح، ويحاول على الفور تدميره. كان من المقرر أن يتم تعديل صوت العملاق إلكترونيًا، لكن صانعي الفيلم قرروا أنهم «بحاجة إلى صوت عميق ورنان ومعبّر للبدء به»، لذلك استأجروا ديزل.
- كريستوفر ماكدونالد بدور كينت مانسلي
- جون ماهوني بدور الجنرال روجارد

## وصلات خارجية
- العملاق الحديدي على موقع IMDb (الإنجليزية)
- العملاق الحديدي على موقع ميتاكريتيك (الإنجليزية)
- العملاق الحديدي على موقع روتن توميتوز (الإنجليزية)
- العملاق الحديدي على موقع نتفليكس (الإنجليزية)
- العملاق الحديدي على موقع قاعدة بيانات الأفلام العربية
- العملاق الحديدي على موقع ألو سيني (الفرنسية)
- العملاق الحديدي على موقع Turner Classic Movies (الإنجليزية)
- العملاق الحديدي على موقع أول موفي (الإنجليزية)
- العملاق الحديدي على موقع بوكس أوفيس موجو (الإنجليزية)
- العملاق الحديدي على موقع فيلمافينيتي (الإسبانية)